# گوانگ‌ژو ۳۰۴۸
سیارک ۳۰۴۸ (به انگلیسی: 3048 Guangzhou، نامگذاری:1964TH1) سه هزار و چهل و هشتمین سیارک کشف شده‌است که در ۸ اکتبر ۱۹۶۴ کشف شد.
قدر مطلق سیارک برابر ۱۳٫۴۰ است.